# 第一代沃爾斯利子爵加尼特·沃爾斯利
陆军元帅第一代沃尔斯利子爵加尼特·沃尔斯利 KP GCB OM GCMG VD PC（1833年6月4日—1913年3月25日），是英国陆军中的一名盎格鲁-爱尔兰裔军官。沃尔斯利在加拿大、西非和埃及声名鹊起后，成为了当时影响力非凡、備受尊敬的英国将军，随后在英国军队现代化方面发挥了關鍵作用。
沃尔斯利被认为是新帝国主义时代大英帝国最杰出、功勋卓著的战争英雄之一。他曾参与缅甸战役、克里米亚战争、印度民族起义、入侵中国、驻军加拿大、英国-阿散蒂战争和马赫迪战争。从1895年到1900年，沃尔斯利担任联合王国陆军总司令。他在办事效率方面的良好声誉铸造了一个新的短语“everything's all Sir Garnet”，意为“一切都井井有条”。

## 早年生活和教育
沃尔斯利勋爵出生于都柏林的显赫盎格鲁-爱尔兰家庭，他是皇家苏格兰边防军（第25步兵团）的加内特·约瑟夫·沃尔斯利少校（Major Garnet Joseph Wolseley）和弗朗西斯·安妮·沃尔斯利（Frances Anne Wolseley，婚前姓史密斯）的长子。沃尔斯利家族是斯塔福德郡沃尔斯利的一个古老的地主家族，历史可以追溯到一千年前。沃尔斯利出生於他母亲家族所在地的金桥屋。他有四个妹妹和两个弟弟，弗雷德里克·沃尔斯利（Frederick Wolseley，1837–1899）和乔治·沃尔斯利爵士（Sir George Wolseley，1839–1921）。
沃尔斯利的父亲于1840年去世，享年62岁，留下遗孀和七个孩子靠他的军队养老金维持生计。与班上的其他男孩不同，沃尔斯利没有被送到英国哈罗公学或伊顿公学，而是在都柏林当地的一所学校接受教育。家庭环境迫使沃尔斯利在14岁时辍学，并在一家测量员办公室找工作，赚取薪水以继续学习数学和地理。

## 早年军旅生涯
沃尔斯利最初希望进入教会谋生，但他的经济状况意味着他需要一位富有的赞助人来协助他进入教会组织。于是，他寻求加入英国军队。但沃尔斯利无力支付桑德赫斯特皇家军事学院的入学费用或花钱购买军官身份，所以只能写信给他的都柏林同胞第一代威灵顿公爵寻求帮助。威灵顿作为当时的武装部队总司令，承诺在沃尔斯利16岁时协助他。然而，威灵顿最终忘了这件事，沃尔斯利转而求助于公爵的秘书菲茨罗伊·萨默塞特勋爵，但也没有成功。此时英国军队当时正在从最近一次南非战争中的重大伤亡中恢复过来，沃尔斯利写信给萨默塞特，“如果尊敬的阁下可以任命我到任何一个团参加战争，我将会第一时间动身。”沃尔斯利的母亲随后也写信给公爵，就他的案件提出上诉。1852年3月12日，18岁的沃尔斯利成为第12（萨福克）步兵团的一名少尉，以表彰他父亲的军旅生涯。
就在他加入第12步兵团的一个月后，沃尔斯利于1852年4月13日调入第80步兵团，并随军参加第二次英缅战争。1853年3月19日，他在一次袭击中被一颗子弹击中左腿而受重伤。沃尔斯利于1853年5月16日晋升中尉，并因病回家，后于1854年1月27日转入第84（约克和兰开斯特）步兵团。后又于1854年2月24日转入当时驻扎在都柏林的第90轻步兵团。他于1854年12月29日晋升上尉。

## 克里米亚
沃尔斯利随自己的步兵团参加了克里米亚战争，并于1854年12月在巴拉克拉瓦登陆。他在战争中被选为助理工程师，并在塞瓦斯托波尔围城战期间跟随皇家工兵部队作战。沃尔斯利在整个围城期间都参加了战斗，他于1855年8月30日在战壕中受伤，失去了一只眼睛。
塞瓦斯托波尔被攻陷后，沃尔斯利成为军需主管将军的参谋，协助部队和物资登船，并且是1856年7月离开克里米亚的最后一批英国士兵之一。由于他的事迹在军报中两次被提及，沃尔斯利获得了战争勋章、法国荣誉军团勋章的奥斯曼帝国五等梅吉迪勋章。
在奥尔德肖特加入第90步兵团六个月后，沃尔斯利于1857年3月随同部队被派往参加第二次鸦片战争。沃尔斯利所乘坐的船只在邦加海峡失事，士兵全部获救，但只剩下他们的随身武器和少量弹药。被救起的士兵随后被送往新加坡，后由于印度民族起义爆发而从那里被派往加尔各答。

## 1857年印度民族起义

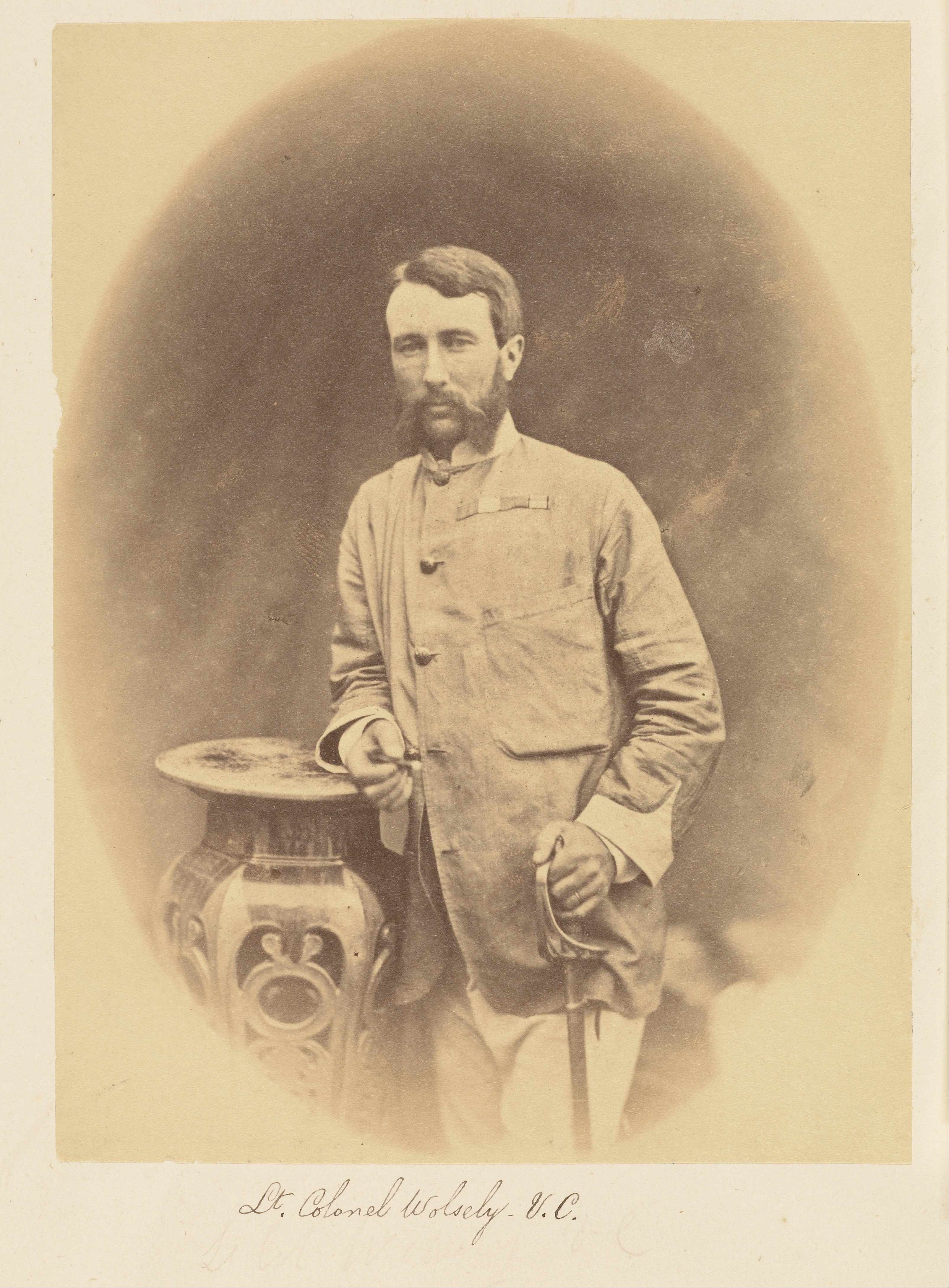
在印度对抗印度民族起义的沃尔斯利中校

1857年11月，沃尔斯利在科林·坎贝尔爵士指挥的勒克瑙战役中表现突出，并成功守卫了阿兰巴赫的阵地。1858年三月，他参加了勒克瑙最后的围攻战。之后，他被任命为霍普·格兰特爵士奥德土邦部队的副助理军需官。在1858–59年的秋冬，他参加了拜斯瓦拉、跨戈格拉和跨拉普蒂战役，最终彻底镇压了叛乱。由于他的杰出服务，他经常在军报中被提及，并获得了印度民族起义奖章。沃尔斯利于1858年3月24日晋升名誉少校，后于1859年4月26日晋升名誉中校。
在叛乱期间，沃尔斯利对印度人民表现出强烈的厌恶，称他们为“野兽般的黑鬼”，并评论说印度兵有“在这些黑鬼的血管里流淌着一桶又一桶的污物”。
沃尔斯利在战争结束后继续担任霍普·格兰特爵士的参谋，当格兰特在1860年的第二次鸦片战争中被任命为英国军队的司令时，沃尔斯利作为副军需官随行。在战争中，他参加了生胡战役、塘沽战役、大沽口炮台战役，并随军占领天津和北京（在此期间英军摧毁了圆明园）。他协助部队在冬季来临前重新登船。在军报中，沃尔斯利再次被提及，并因他的服务获得了奖章。回国后，他于1860年发表了《与中国的战争记述》。1861年2月15日，他的少校军衔得到确认。

## 美国内战和加拿大

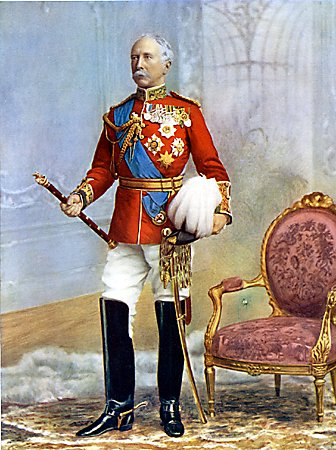
陆军元帅沃尔斯利子爵

1862年，沃尔斯利在安提顿战役结束后不久便辞去军职，前往调查美国内战。他在马里兰州结识了联盟国的同情者，并与一名横跨波托马克河的信使一起进入弗吉尼亚州。在那里沃尔斯利遇到了罗伯特·E·李将军、詹姆斯·朗斯特里特将军和石墙杰克逊将军。在弗吉尼亚，沃尔斯利还对内森·福雷斯特中将进行了调查。新奥尔良的一份报纸发表了沃尔斯利对福雷斯特的十页调查记录，其中浓缩了当时传记作家对他的大部分描写。这部作品于同年发表在《南方历史学会杂志》上，如今被广泛引用。沃尔斯利在文中提到了福雷斯特在1864年4月田纳西州孟菲斯附近的皮罗堡战役中的角色，据称在征服皮罗堡后，北军的黑人士兵和白人军官被南军屠杀。但同时，沃尔斯利写道：“我不认为被袭击的驻军有一半被杀或受伤这一事实表明袭击者有任何不寻常的嗜血行为。”
1861年11月，沃尔斯利是特伦特事件而被派往加拿大省的特勤人员之一。美国内战结束后，沃尔斯利返回加拿大，后于1865年6月5日成为名誉上校，随之在加拿大担任助理军需官。次年，他参加了抵抗芬尼安袭击的军事行动。1867年10月1日，他被任命为加拿大副军需官。1869年，沃尔斯利撰写了《战地服役士兵袖珍手册（Soldiers's Pocket Book for Field Service》 ，该书此后多次再版。1870年，沃尔斯利指挥了红河远征部队，确立了加拿大对西北地区和马尼托巴省的主权。当哈德逊湾公司将其对鲁珀特土地的控制权移交给加拿大自治领政府时，马尼托巴省加入了加拿大联邦。英国和加拿大当局忽视了先前存在的阿西尼博亚委员会，并与它的替代者、由路易斯·瑞尔领导的梅蒂斯叛乱临时政府进行了不成功的谈判。由于当时通讯不畅，镇压叛乱的运动变得困难重重。加里堡（今温尼伯）是马尼托巴省的首府，是一个被加拿大地盾地区的岩石和森林隔开的地区。不经过美国的通往加里堡的最简单路线是通过从苏必利尔湖延伸600英里的河流和湖泊网络。令人钦佩的安排和精心组织的运输反映了沃尔斯利的军事才能，他在1870年12月22日回国后获得圣米迦勒和圣乔治勋章。1871年3月13日，沃尔斯利获得巴斯勋章。

## 卡德威尔改革
1871年，沃尔斯利被任命为陆军部助理副官，负责推进卡德威尔的军队改革计划。改革遭到以军队总司令剑桥公爵为首的高级军事人物的强烈反对。他们的核心意图是通过扩张预备役来极大地扩大陆军的潜在力量。既通过引入“短期服务法”，允许士兵在预备役中服完他们任期的第二部分，并通过将民兵（即非正规）营纳入新的地方化团结构。在改革计划执行后，军队中的抵抗声音仍在继续，沃尔斯利在卡德威尔离职很久之后继续公开压制反对声音以继续实施改革。

## 阿散蒂

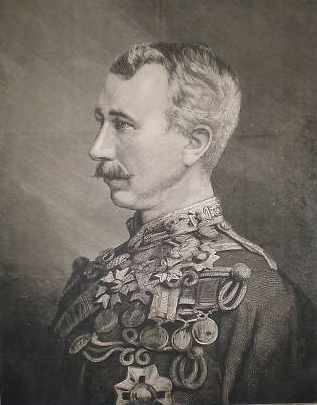
1874年的沃尔斯利

1873年10月2日，沃尔斯利成为塞拉利昂英属西非殖民地总督和黄金海岸总督。作为西非两个英属领土的总督，他负责管理冈比亚、黄金海岸和尼日利亚西部、东部及北部的殖民地，并在此职位上指挥了对阿散蒂帝国的远征。1874年1月军队抵达之前，沃尔斯利已经在黄金海岸做好了所有安排。在1月31日的阿莫富尔战役中，沃尔斯利的远征队在四小时的战斗中击败了占人数优势的阿曼克瓦蒂亚酋长的军队，并穿过茂密的灌木丛继续进军。经过五天的战斗，奥达舒战役结束，英国人进入了库马西，并将其烧毁。沃尔斯利在两个月内结束了战争，并在气候恶劣的季节开始前重新启程回国。这场战争使他在英国家喻户晓，沃尔斯利也得到了议会两院的感谢和25,000英镑的奖金，随之于1874年4月1日被提升为名誉少将，以表彰他在战场上的杰出服务。沃尔斯利还凭借此次胜利获得圣米迦勒及圣乔治骑士大十字勋章以及巴斯骑士指挥官勋章。伦敦市授予沃尔斯利荣誉之剑，牛津大学和剑桥大学分别授予他法学博士学位。

## 本土及纳塔尔、塞浦路斯和南非
回国后，沃尔斯利被任命为辅助部队总督察，自1874年4月1日起开始任职。在辅助部队中，他致力于建立足够的志愿预备役部队。但发现自己遭到高级军官的反对后，他写了一份强有力的备忘录，并在高级军官试图说服他撤回时提出辞职。此后，沃尔斯利成为志愿预备队的终生拥护者。后期评论说，自1860年以来英国军队的所有军事改革都是由志愿军首先引入的。不久之后，由于纳塔尔的土著骚乱，沃尔斯利于1875年2月24日被派往该殖民地担任总督和军队司令。
沃尔斯利于1876年11月在印度议会中获得一席之地，并于1877年10月1日正式晋升少将。1878年3月25日，沃尔斯利获得名誉中将衔。同年7月12日，他被任命为第一任驻塞浦路斯高级专员，而塞浦路斯是英国新获得的领地。
次年，他被派往南非，接替切姆斯福德勋爵担任祖鲁战争中的英军司令。并同时担任纳塔尔和德兰士瓦总督以及南部非洲高级专员。沃尔斯利和他的部下被派往德班。但在7月抵达时，他发现祖鲁战争实际上已经结束。在建立临时定居点后，他继续前往德兰士瓦。在南非服役期间，沃尔斯利于1879年6月4日晋升名誉上将，并重组了那里的行政机构，迫使当地土王向英国屈服。沃尔斯利于1880年5月返回伦敦。鉴于他在南非的杰出表现，沃尔斯利被授予南非勋章，并于1880年6月19日获得巴斯骑士大十字勋章。最后，仿佛是为了表明他在帝国的声望迅速上升，沃尔斯利于1880年7月1日被任命为陆军军需官。在担任该职位期间，沃尔斯利发现短期服役制度仍然存在很大的阻力，并利用他日益增长的公众形象为卡德威尔的改革而斗争，特别是在建立储备金方面。

## 埃及，尼罗河远征和陆军总司令

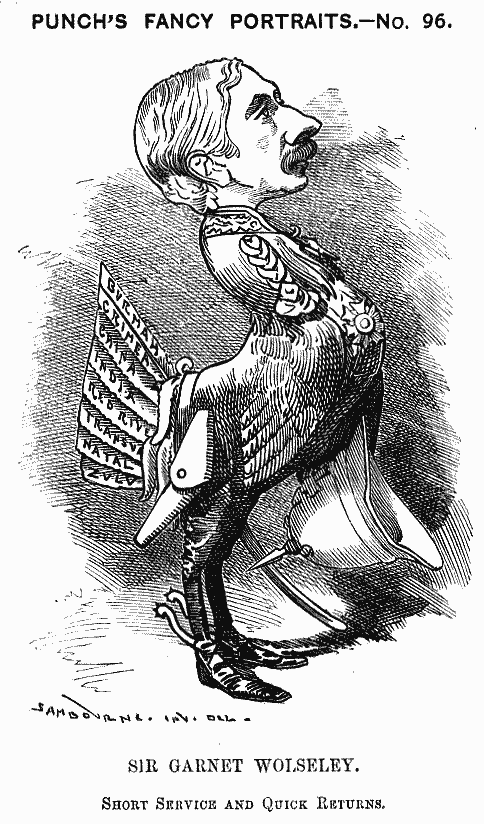
1882年关于沃尔斯利的讽刺画

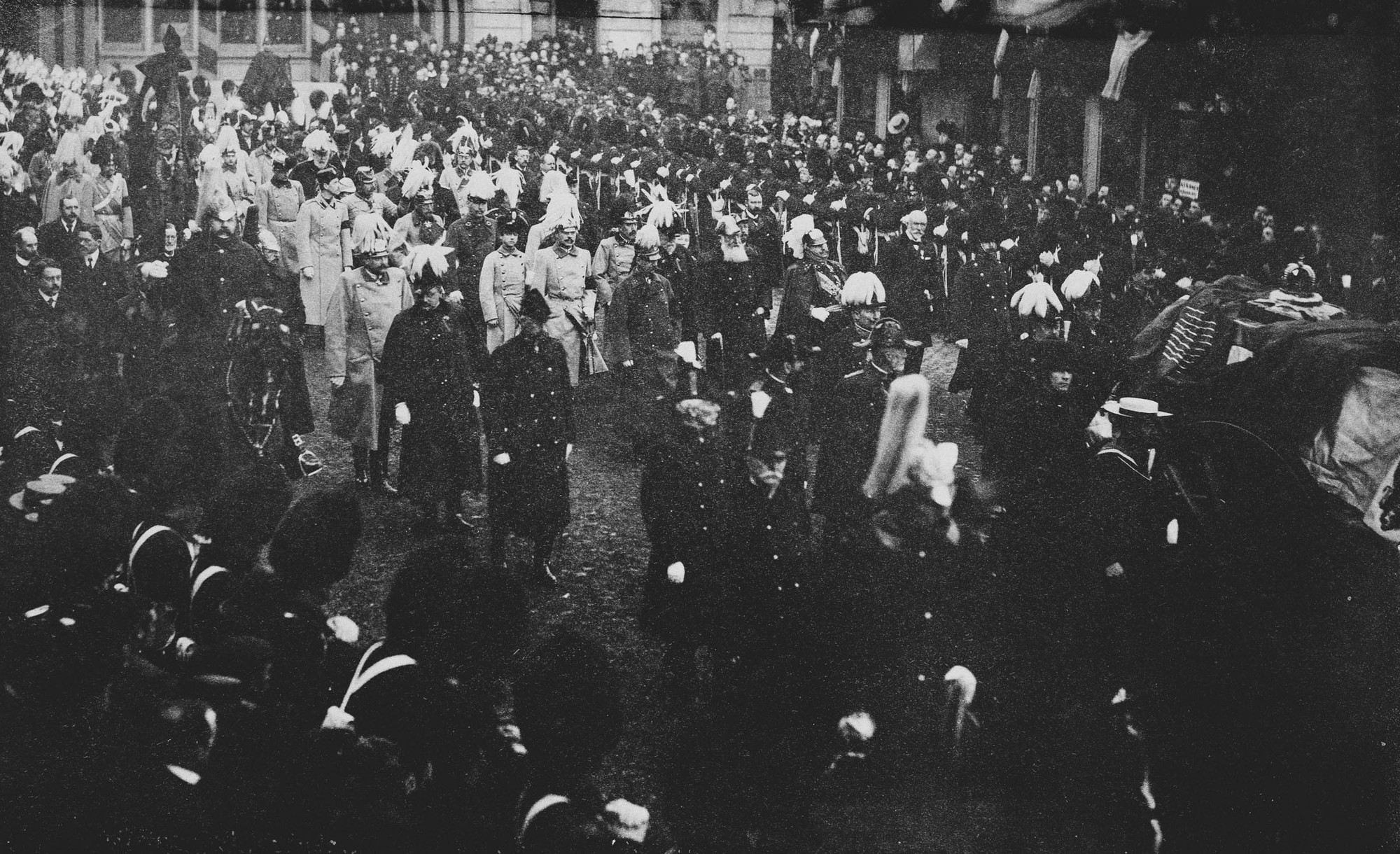
维多利亚女王的葬礼队伍

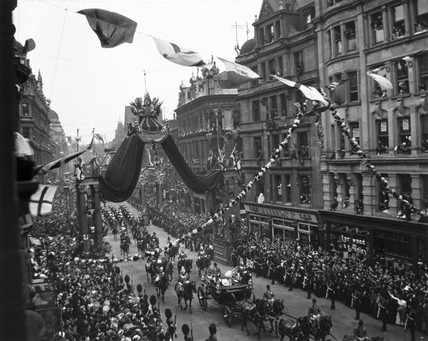
1902年8月9日，爱德华七世的加冕游行

1882年4月1日，沃尔斯利被任命为陆军副司令。当年8月，沃尔斯利协助陶菲克帕夏指挥驻埃及的英国军队镇压乌拉比起义。在占领苏伊士运河后，他的部队在伊斯梅利亚登陆，经过非常短暂的战役后，他在泰尔凯比尔战役中彻底击败了乌拉比帕夏，平定了叛乱。鉴于他的杰出服务，沃尔斯利于11月18日正式晋升上将，并同时获封开罗和斯塔福特的沃尔斯利男爵。此外，沃尔斯利再次获得了议会的感谢并获颁埃及勋章，奥斯曼帝国赫迪夫则授予他一级奥斯曼尼勋章。
1884年9月1日，沃尔斯利再次被调离其副司令职务，负责指挥尼罗河远征军以解救戈登将军和喀土穆被围困的驻军。沃尔斯利不同寻常的策略是乘船沿尼罗河上游前进，而后穿越沙漠发起袭击，而海军船只则直接前往喀土穆。但援助部队抵达时，喀土穆已经被占领，戈登早已阵亡。1885年春天，英军与俄罗斯帝国在潘吉迪事件上产生纠纷，随后撤回了远征部队。鉴于他在那里的服务，沃尔斯利的埃及勋章得到了升级。1885年9月28日，沃尔斯利的爵位得到提升，成为沃尔斯利子爵。并同时获得圣帕特里克勋章。应女王的邀请，沃尔斯利一家于1888年秋天从他们在伦敦希尔街6号的故居搬到了格林威治更宏伟的游骑兵宅邸。
沃尔斯利此后继续在陆军部担任陆军副司令，直到1890年调任为爱尔兰总司令。他于1894年5月26日晋升陆军元帅。1895年11月1日，沃尔斯利被保守党政府任命，接替剑桥公爵担任陆军总司令。这是沃尔斯利在该领域的丰富经验和他之前在陆军部本身取得的巨大成功而获得的职位，然而，沃尔斯利元帅的权力受到新的枢密令限制。在担任该职务五年多之后，他于1901年1月3日将总指挥权交给了德里克·罗伯茨元帅。他还在1897年患了一场重病，此后一直没有完全康复。
值得一提的是，第二次布尔战争初期所需的庞大兵力，主要是通过沃尔斯利主导的预备役制度提供的。通过利用正规预备役军人和志愿预备役士兵，英国能够组建其在国外部署过的最大规模的军队。然而，陆军部的新条件并不合他的意。现在称为黑色周的惨败最终导致沃尔斯利在1900年圣诞节期间被解职。在被解除职责后，他在一次演讲中将整个议题带到了上议院。
沃尔斯利勋爵是维多利亚女王皇权金棒的持有人，并成为1901年2月维多利亚女王去世后的扶灵送葬队伍中的一员。1902年8月，他在爱德华七世的加冕典礼上扶持皇权金棒。

### 荣誉和皇家任命

沃尔斯利子爵的纹章

1901年初，沃尔斯利受爱德华国王任命率领一个特别外交使团，前往奥匈帝国、罗马尼亚、塞尔维亚、奥斯曼帝国和希腊宣布新王登基。在他访问君士坦丁堡期间，苏丹向他赠送了镶有宝石的奥斯曼尼勋章。
在1902年6月26日公布的荣誉名单中，沃尔斯利是功绩勋章的获得者之一。1902年8月8日，爱德华七世在白金汉宫亲自向沃尔斯利颁发勋章。鉴于他组建志愿军的功劳，沃尔斯利于1903年8月11日获得志愿军官勋章。除实际担任的军职外，沃尔斯利还是第23（米德尔塞克斯）步兵团的名誉上校，皇家苏格兰人女王步枪志愿旅的名誉上校，皇家骑兵卫队名誉上校和皇家爱尔兰步兵团名誉团长。
从军队退役后，沃尔斯利成为联合卡斯尔汽轮公司的理事会成员。

## 英吉利海峡隧道

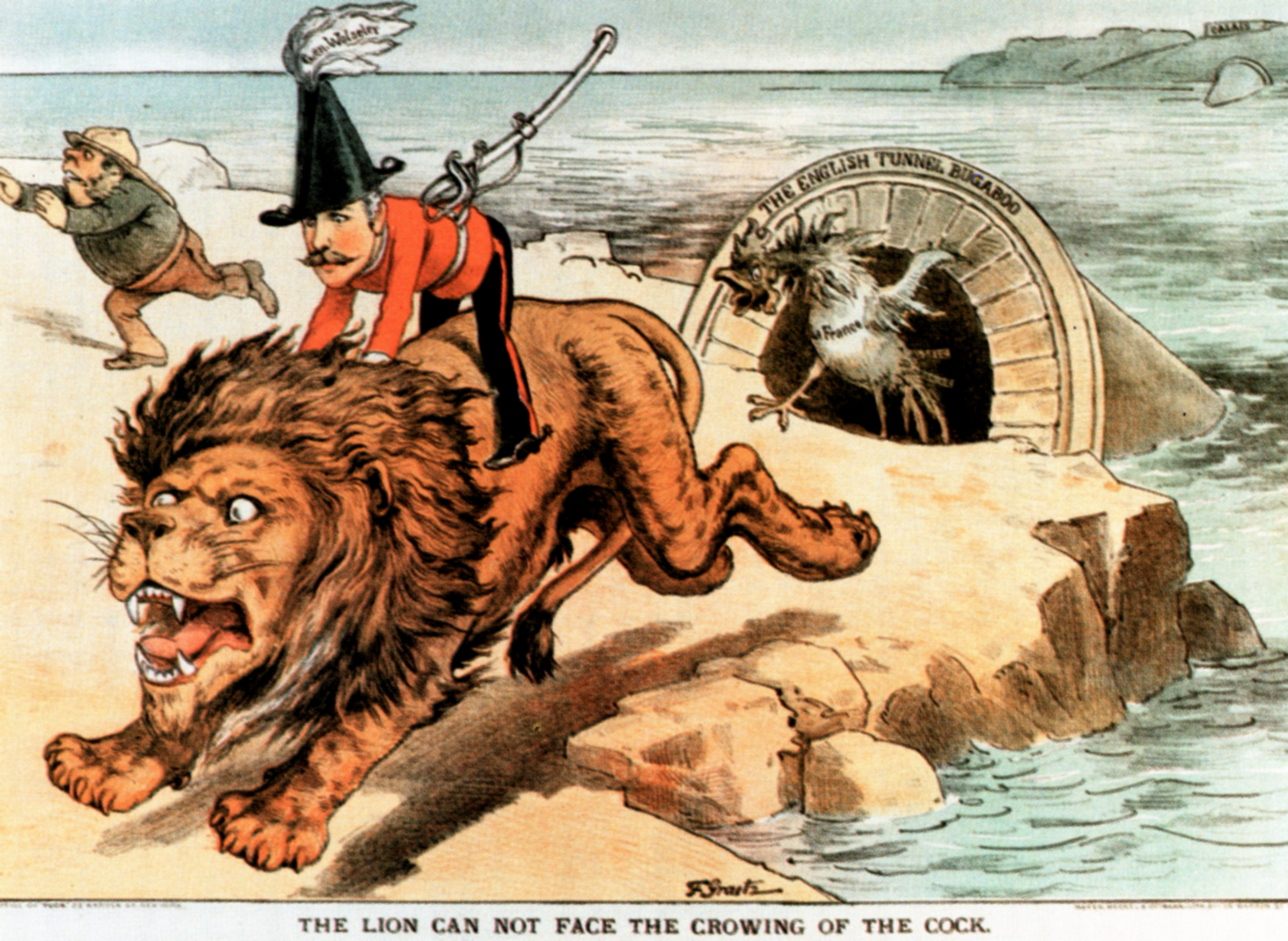
沃尔斯利将军骑着逃跑的狮子

沃尔斯利强烈反对爱德华·沃特金爵士修建英吉利海峡隧道的设想。他向议会委员会提供证据表明，该建筑可能“对英格兰来说是灾难性的”。他补充说，“无论建造什么样的防御工事，肯定会出现欧陆军队出其不意地夺取隧道出口的风险。”由于沃尔斯利的反对意见，军部提出了各种设计方案，包括将线路从多佛悬崖延伸建立高架桥并最终返回悬崖，这样皇家海军就可以随意轰炸这条线路。但由于多种原因，英吉利海峡隧道直到100多年后才通车。

## 个人生活

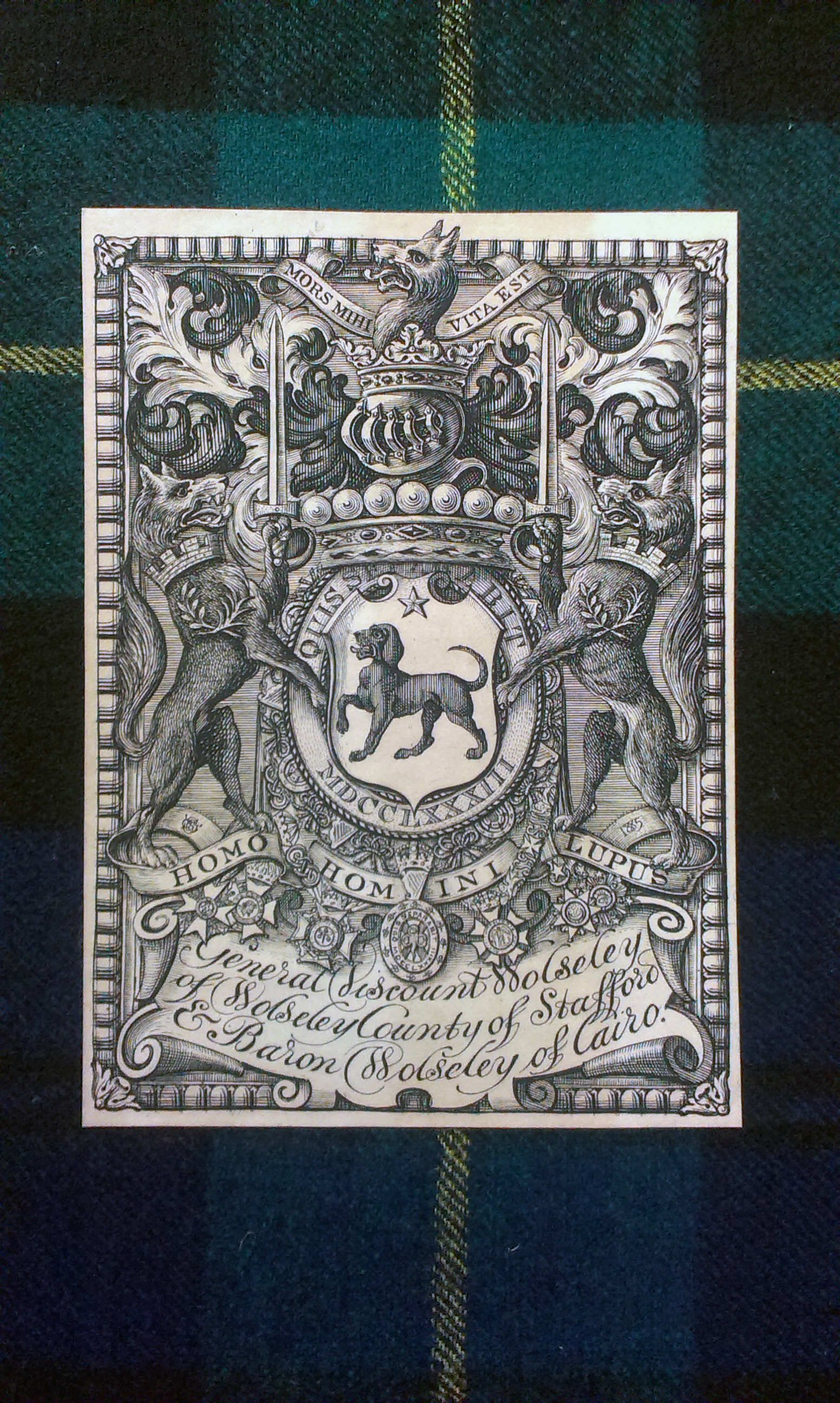
沃尔斯利的徽章

沃尔斯利于1867年与路易莎·艾斯金（Louisa Erskine，1843年–1920年）结婚。夫妻唯一的孩子是第二代沃尔斯利女子爵弗朗西斯·沃尔斯利（Frances Wolseley，1872年-1936年），弗朗西斯是一位作家，并在格林德创立了女园丁学院。她是沃尔斯利子爵的继承人，但在她去世后，由于没有留下子嗣，爵位因无人继承而断绝。
晚年，沃尔斯利勋爵和夫人住在汉普顿宫的一间公寓里。冬季，他和他的妻子经常在法国里维埃拉芒通的别墅度假，在那里他患上了流感，并于1913年3月26日去世。
1913年3月31日，沃尔斯利被安葬在圣保罗大教堂。

## 纪念

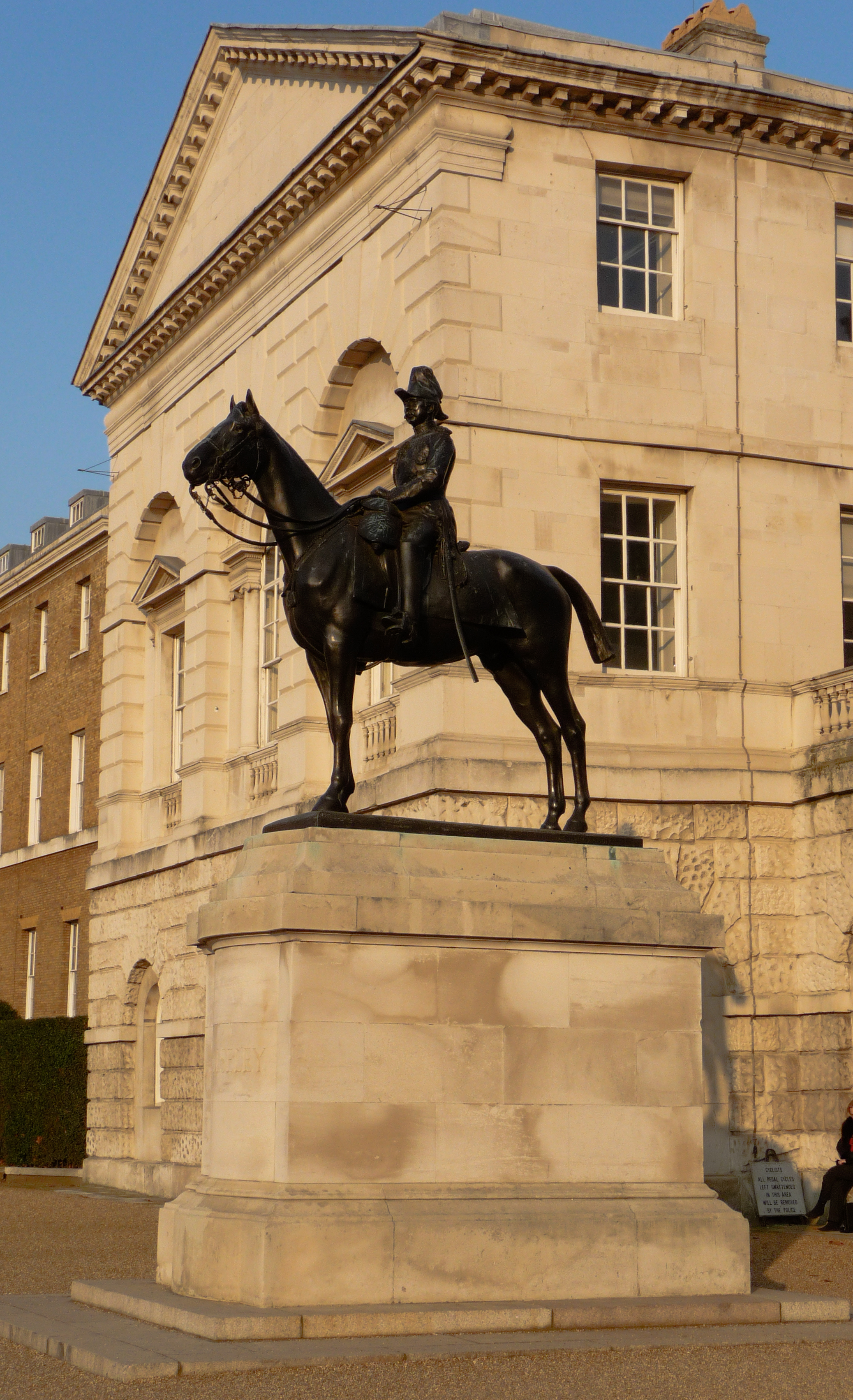
位于骑兵卫队阅兵场的沃尔斯利雕像

伦敦骑兵卫队阅兵场有一尊沃尔斯利的骑马雕像。在加拿大，加拿大政府专门为容纳新成立的永久部队而建造的第一座建筑被命名为沃尔斯利兵营。沃尔斯利军营自创建以来一直被加拿大军队使用，并且一直是加拿大皇家军团的一部分。目前，沃尔斯利军营被加拿大皇家军团博物馆和该团的第4营使用。

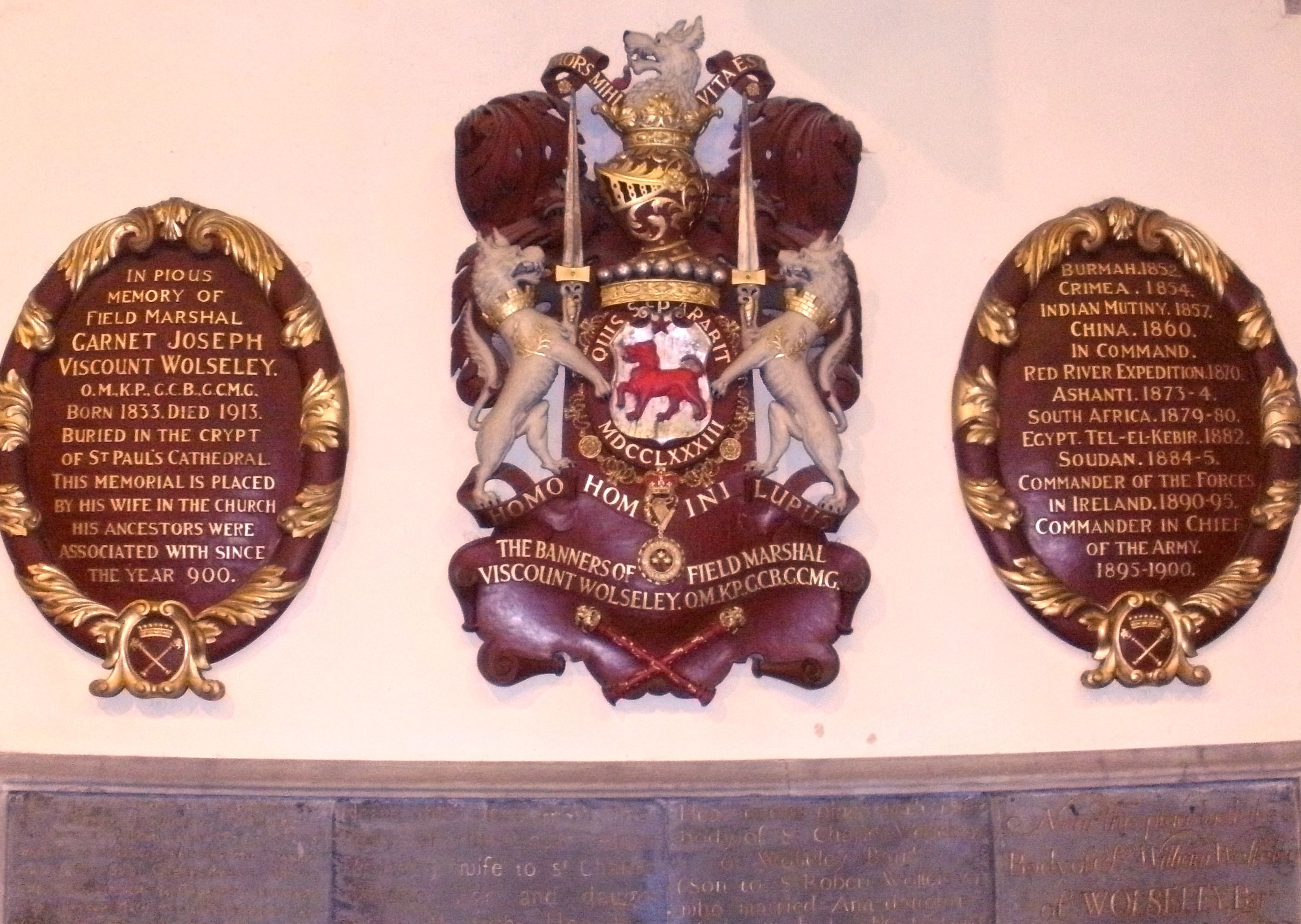
位于斯塔福德郡科尔维奇的圣米迦勒和众天使教堂的沃尔斯利勋爵纪念碑

在斯塔福德郡科尔威奇的圣米迦勒和众天使教堂中有一块碑文纪念沃尔斯利元帅。该教堂距离鲁格利附近科尔威奇的舒格伯勒大厅和沃尔斯利公园不远。该教堂所在地是沃尔斯利家族的祖居地。
位于加拿大曼尼托巴省温尼伯中西部的沃尔斯利住宅区以他命名。此外，在加拿大萨斯喀彻温省及南非西开普顿都有以沃尔斯利命名的市镇。
位于诺里奇市中心的加尼特勋爵酒吧以沃尔斯利的名字命名，该酒吧俯瞰历史悠久的市场和市政厅。
沃尔斯利的元帅制服、元帅权杖和他参加各种战役的纪念品都收藏在加拿大艾伯塔省卡尔加里的格伦博罗博物馆中。沃尔斯利对早期现代欧洲历史上的著名人物保持着浓厚的兴趣，并收集了与他们中的许多人相关的物品（例如，弗朗西斯·德雷克爵士的一个盒子、与克伦威尔有关的手表、纳尔逊海军上将和詹姆斯将军的丧葬徽章以及沃尔夫的鼻烟壶），沃尔斯利的这些收藏也都被存放在格伦博罗博物馆。

## 沃尔斯利子爵的部分出版物
- I. New York: Charles Scribner's Sons. 1903.
- II. New York: Charles Scribner's Sons. 1904.
- . Macmillan's Magazine. March 1887, 55 (329): 321–331  [2023-06-05]. （原始内容存档于2023-04-07）.
- . Longman, Green. 1862.
- . Macmillan and Co. 1874  [2023-06-05]. （原始内容存档于2023-04-08）.
- . 1894  [2023-06-05]. （原始内容存档于2023-04-08）.
- . Pall Mall magazine library. Roberts Bros. 1895  [2023-06-05]. （原始内容存档于2023-04-07）.[77]
- . A. Constable & Co. 1903  [2023-06-05]. （原始内容存档于2023-04-08）.
- . Press of C. Mann printing company. 1906  [2023-06-05]. （原始内容存档于2023-04-08）.
- . 1922.
- . 1964.
- Preston, Adrian W. (编). . 1967.
- Preston, Adrian W. (编). . 1973.

## 引注
1. ↑  Farmer & Henley 1903，第215頁.
2. 1 2 3  . The Times (London). 1913-03-26. p. 7.
3. ↑  . W. Pollard & Company, Limited. 1906: 356–357.
4. 1 2 3  . Irish Masonic History and the Jewels of Irish Freemasonry.   [2017-06-28]. （原始内容存档于2023-04-08）.
5. 1 2 3  .  線上版. 牛津大學出版社. 需要订阅或英国公共图书馆会员资格
6. ↑  . London Gazette. 1852-03-12.
7. ↑  . The London Gazette. 1852-04-13.
8. 1 2 3 4 5 6 7 8 9  Heathcote 1999，第311頁.
9. ↑  . The London Gazette. 1854-01-27.
10. ↑  . The London Gazette. 1854-02-24.
11. ↑  . The London Gazette. 1854-12-09.
12. ↑  . The London Gazette. 1856-08-04.
13. 1 2 3 4 5 6 7 8 9 10   Chisholm, Hugh (编). .  28 (第11版). London: Cambridge University Press: 777–778. 1911.
14. ↑  . The London Gazette. 1858-03-02.
15. 1 2  . Timmonet.   [2012-02-26]. （原始内容存档于2022-10-18）.
16. ↑  . The London Gazette. 1858-03-24.
17. ↑  . The London Gazette. 1859-04-26.
18. ↑  Hibbert, Christopher. . Viking Press. 1978: 254. ISBN 9780670349838.
19. ↑  Wolseley 1862.
20. ↑  . The London Gazette. 1861-02-15.
21. ↑  United Service Magazine, London, 1892, April and May issues
22. ↑  . The London Gazette. 1865-07-18.
23. ↑  . The London Gazette. 1867-07-19.
24. 1 2 3 4 5 6 7  Heathcote 1999，第312頁.
25. ↑  . The London Gazette. 1870-12-23.
26. 1 2  . The London Gazette. 1871-03-14.
27. ↑  McElwee 1974，第73頁.
28. 1 2 3  Lehmann 1964，第224頁.
29. ↑  . The London Gazette. 1874-04-03.
30. ↑  . Dictionary of Irish Biography.   [2021-01-15].
31. ↑  . The London Gazette. 1874-04-10.
32. ↑  Gregory 2006，第103頁.
33. ↑  . The London Gazette. 1875-02-26.
34. ↑  . The London Gazette. 1877-10-02.
35. ↑  . The London Gazette. 1878-04-19.
36. ↑  . The London Gazette. 1878-07-16.
37. ↑  . The London Gazette. 1879-06-03.
38. ↑  . The London Gazette. 1880-06-22.
39. ↑  . The London Gazette. 1880-04-27.
40. ↑  . The London Gazette. 1882-03-14.
41. 1 2 3 4 5  Heathcote 1999，第313頁.
42. ↑  . The London Gazette. 1882-11-17.
43. ↑  . The London Gazette. 1882-11-17.
44. ↑  . The London Gazette. 1884-09-09.
45. ↑  . The London Gazette. 1885-09-25.
46. ↑  James 2012，第229頁.
47. ↑  . The London Gazette. 1894-05-26.
48. ↑  . The London Gazette. 1895-01-01.
49. ↑  . The London Gazette. 1901-01-04.
50. ↑  . Family History.   [2021-01-15]. （原始内容存档于2021-06-19）.
51. ↑  . Hansard. 1901-03-04  [2012-02-26]. （原始内容存档于2012-12-23）.
52. ↑  . The London Gazette (Supplement). 1901-05-22.
53. ↑  . The Times (36834) (London). 1902-07-31. p. 8.
54. ↑  . The Times (36410) (London). 1901-03-23. p. 12.
55. ↑  . The Times (36427) (London). 1901-04-12. p. 3.
56. ↑  . The Times (36804) (London). 1902-06-26. p. 5.
57. ↑  . London Gazette. 1902-09-02.
58. ↑  . London Gazette. 1903-08-11.
59. ↑  . The London Gazette. 1883-05-11.
60. ↑  . The London Gazette. 1889-04-23.
61. ↑  . The London Gazette. 1895-05-14.
62. ↑  . London Gazette. 1898-07-19.
63. ↑  . The Times (36716) (London). 1902-03-15. p. 11.
64. ↑  . Hansard. 1929-01-24  [2012-02-05]. （原始内容存档于2012-10-18）.
65. ↑  Heathcote 1999，第314頁.
66. ↑  Geoghegan 1911.
67. ↑  . Secret London.   [2013-03-29]. （原始内容存档于2020-06-18）.
68. ↑  Wolseley Barracks. Canadian Register of Historic Places. Retrieved 2011-07-29.
69. ↑  . British Listed Buildings.   [2012-10-01]. （原始内容存档于2015-09-24）.
70. ↑  . The Manitoba Historical Society.   [2012-02-25]. （原始内容存档于2023-06-06）.
71. ↑  Raper 1989，第479頁.
72. ↑  Gemma. . Vintage Norwich. 2012-05-30  [2014-05-02]. （原始内容存档于2014-05-02）.
73. ↑  . Norwich Market. Norwich Heritage Projects.   [2014-05-02]. （原始内容存档于2011-08-15）.
74. ↑  . The Sir Garnet.   [2014-05-02]. （原始内容存档于2014-05-03）.
75. ↑  Bale, David. . Norwich Evening News. 2012-06-29  [2013-03-29]. （原始内容存档于2012-07-01）.
76. ↑  . Glenbow. n.d.  [2017-05-22]. （原始内容存档于2019-01-23）.
77. ↑  . The Saturday Review of Politics, Literature, Science and Art. 27 April 1895, 79 (2061): 552.